# Polaris (przedsiębiorstwo)

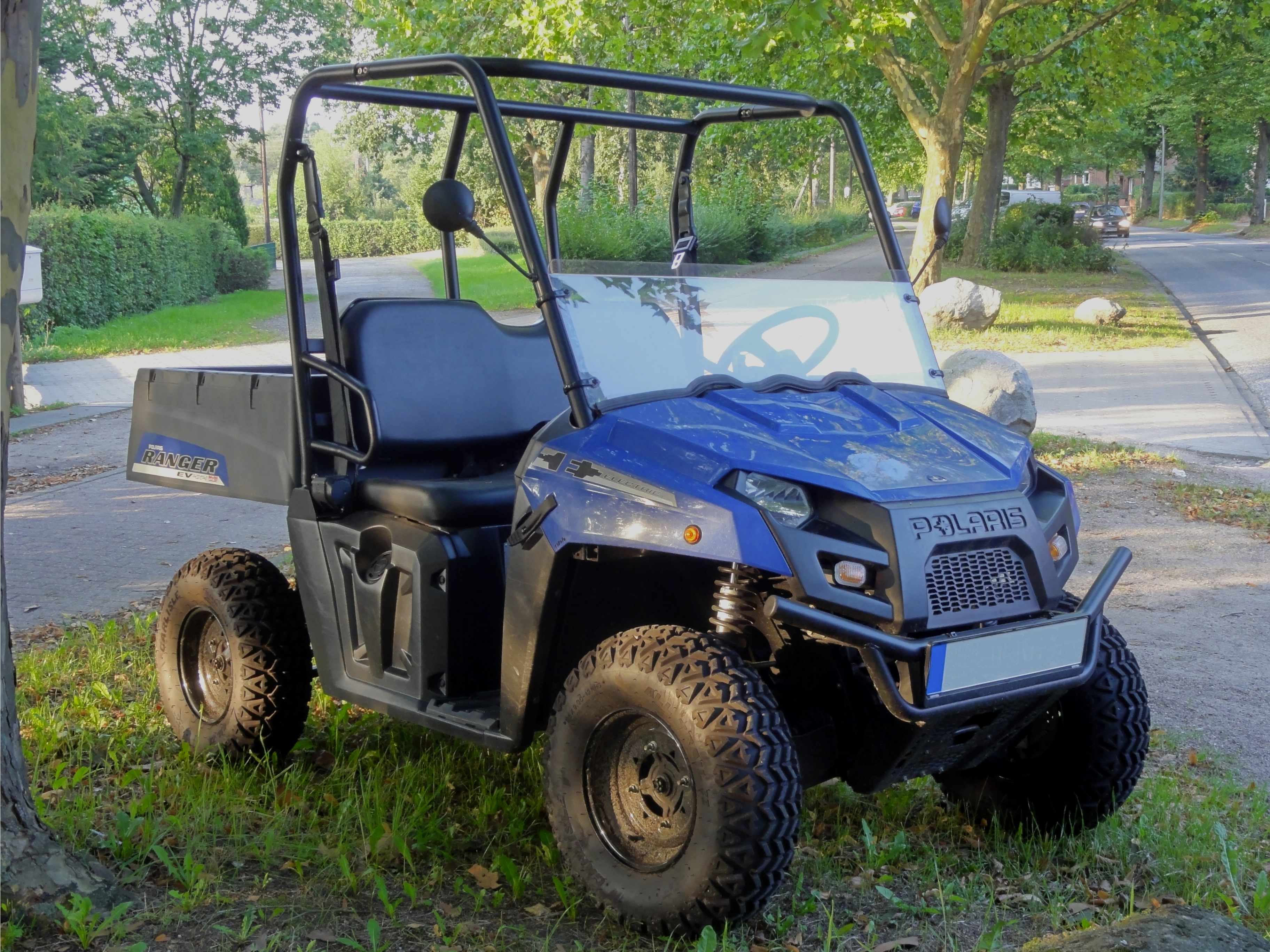
Polaris Ranger EV

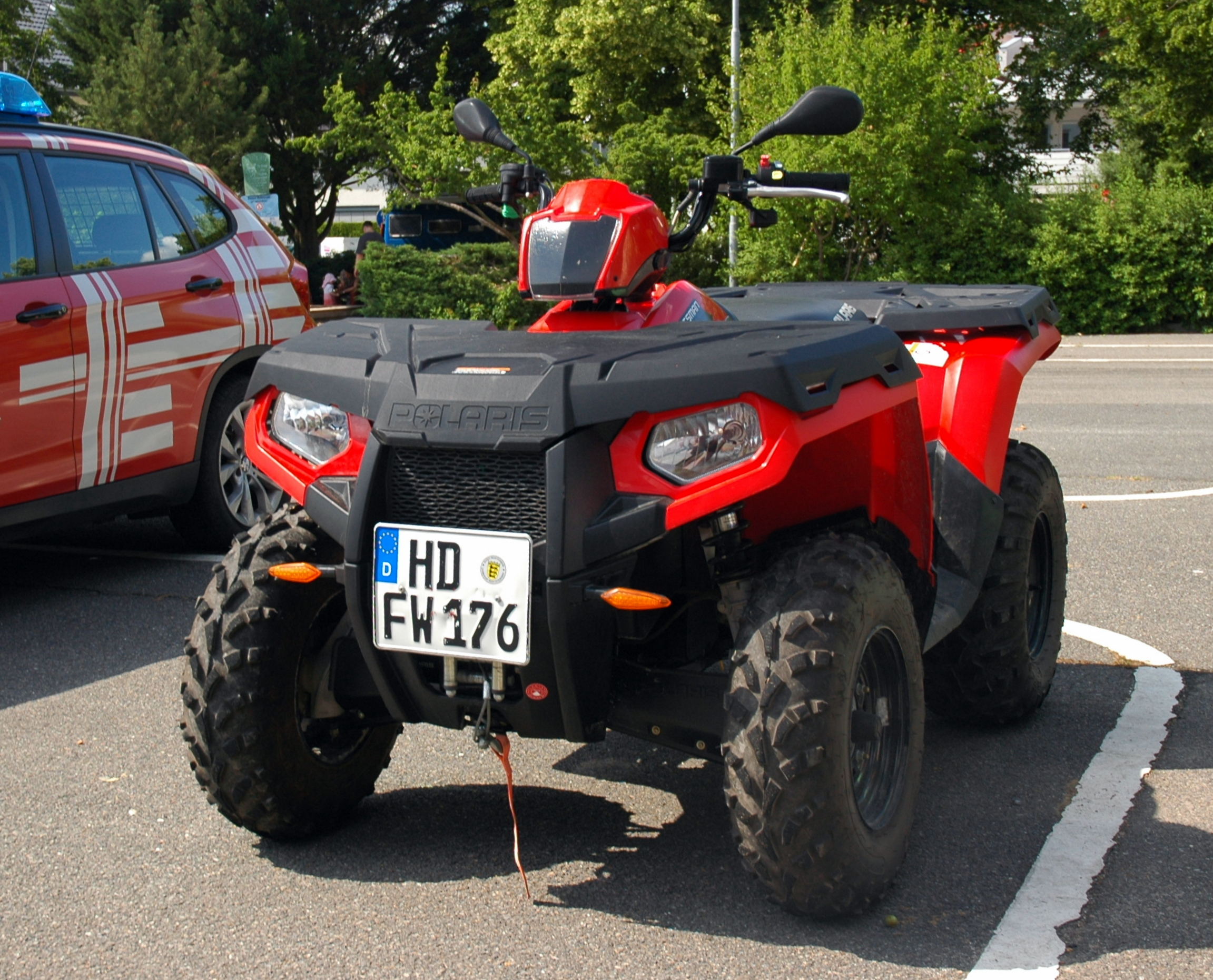
Polaris Sportsman

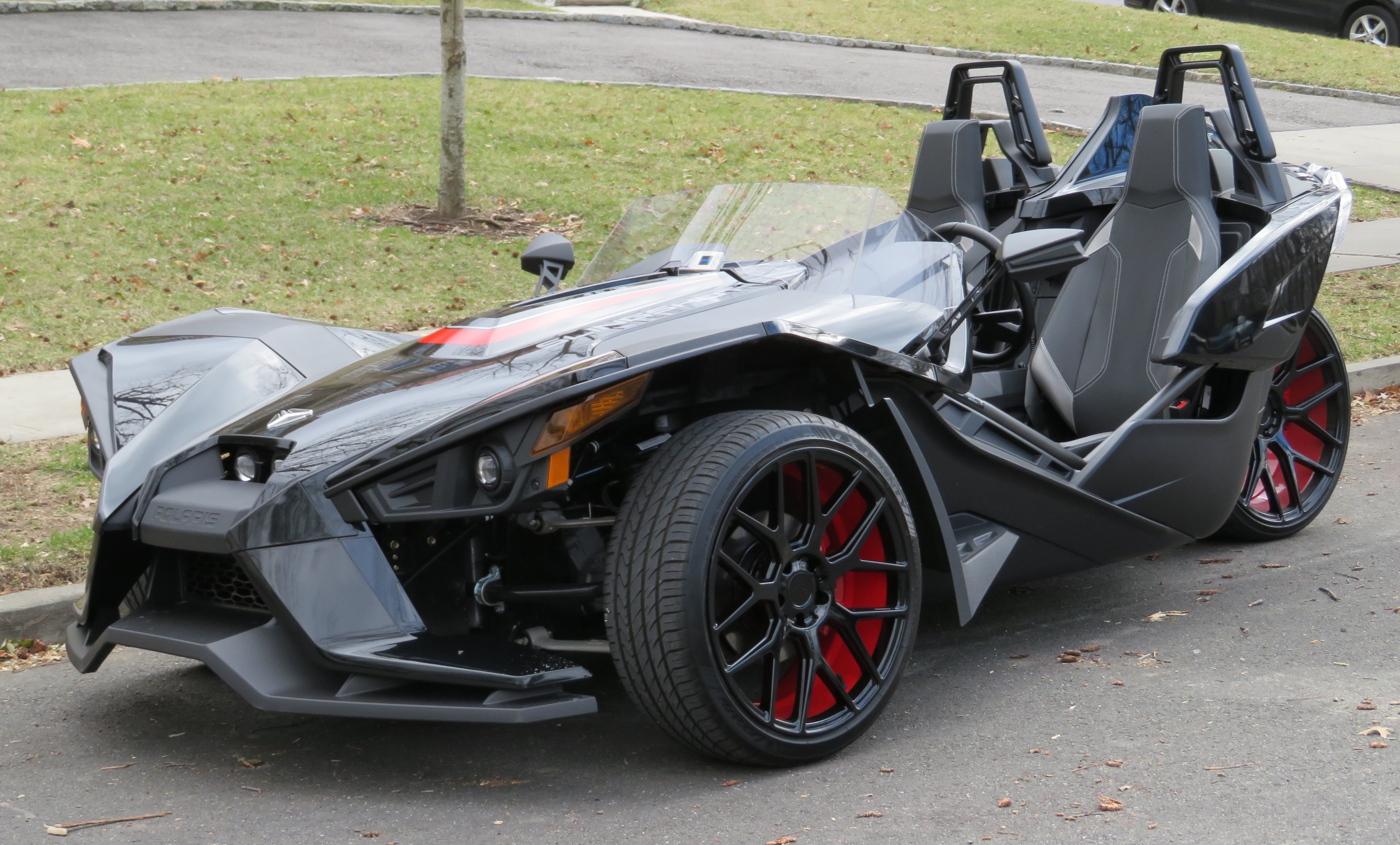
Polaris Slingshot

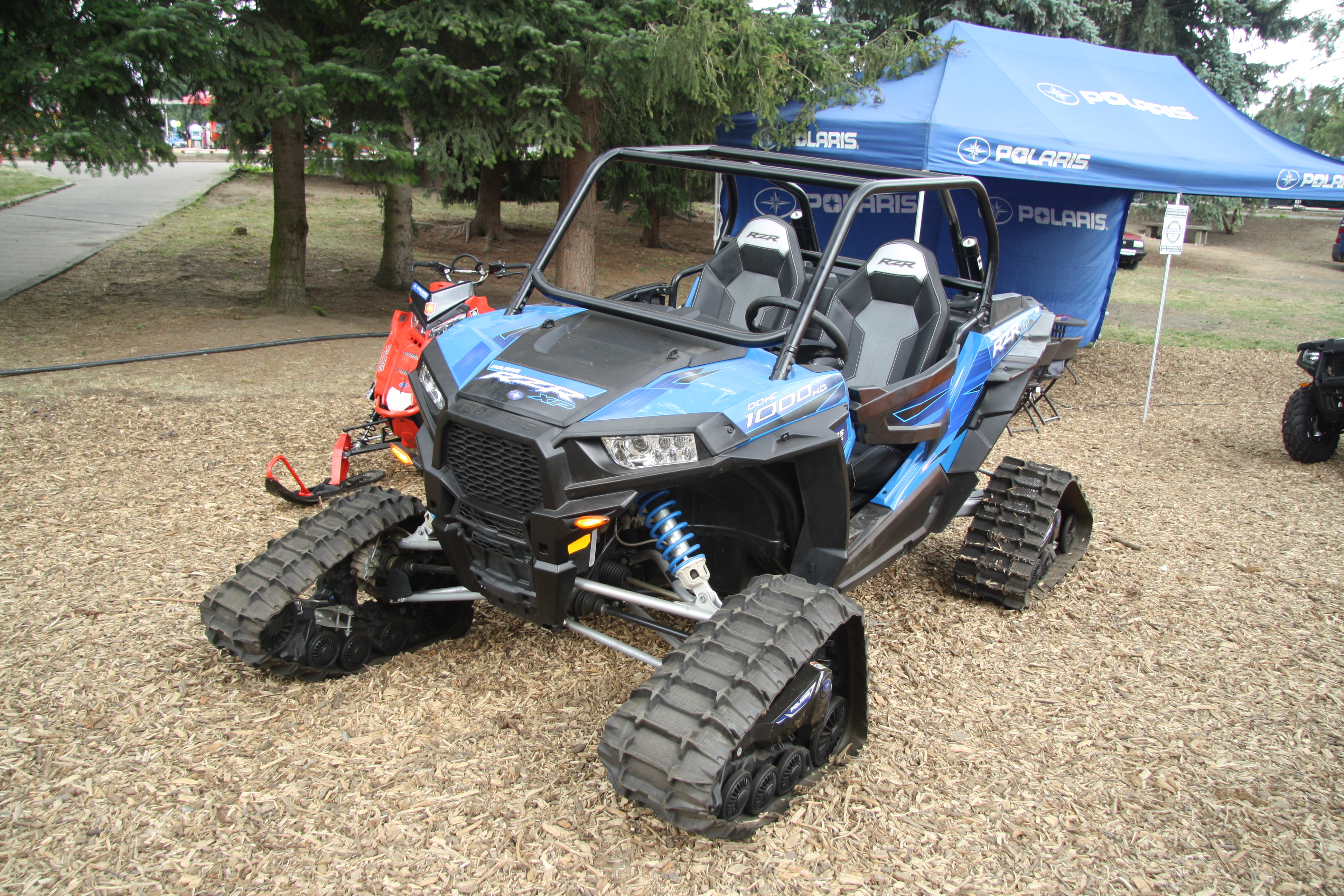
Polaris RZR XP

Polaris Inc. – amerykański koncern i producent mikrosamochodów, quadów, skuterów śnieżnych i motocykli z siedzibą w Medinie działający od 1954 roku.

## Struktura koncernu
- Aixam – francuski producent osobowych i dostawczych mikrosamochodów działający od 1983 roku,
- Boat Holdings – amerykański producent łodzi i jachtów działający od 1997 roku,
- GEM – amerykański producent elektrycznych mikrosamochodów działający od 1992 roku,
- Goupil – francuski producent elektrycznych mikrosamochodów dostawczych działający od 1996 roku,
- Indian – amerykański producent motocykli działający od 1901 roku,
- Taylor-Dunn – amerykański producent pojazdów przemysłowych działający od 2013 roku,
- Timbersled – amerykański producent rowerów śnieżnych działający od 2002 roku,
- Victory Motorcycles – amerykański producent działający od 1997 roku.

## Historia
Przedsiębiorstwo Polaris Industries założone zostało w 1954 roku w amerykańskim miasteczku Roseau w stanie Minnesota przez braci Edgara i Allana Hettena oraz ich partnera biznesowego, Davida Johnsona. Dwa lata po założeniu, w 1956 roku zbudowano pierwszy prototyp skutera śnieżnego, z sukcesem wdrażając do produkcji seryjnej. No na tego typu pojazdach firma skoncentrowała się przez kolejne 30 lat systematycznie umacnianej działalności rynkowej.
W 1968 roku na fali intensywnego wzrostu rynku skuterów śnieżnych, Polaris został zakupiony przez firmę Textron z Teksasu, a taki stan rzeczy utrzymał się przez kolejne 13 lat. W 1981 roku próbowano sprzedać Polarisa w ręce konkurencyjnego Bombardiera, co zostało jednak zablokowane przez zarząd przedsiębiorstwa, które dokonało tzw. wykupu lewarowanego.
Oprócz skuterów śnieżnych, w 1985 roku Polaris zdecydował się wkroczyć do zdominowanej przez japońską Hondę branży tzw. pojazdów typu ATV, poszerzając swoje portfolio o wielozadaniowe czterokołowe pojazdy stanowiące rozwinięcie koncepcji quada. W 1992 roku rozpoczęto produkcję skuterów wodnych, z kolei 1997 roku firma utworzyła podległą jej markę motocykli Victory Motorcycles. XXI wiek przyniósł intensywny rozwój zarówno oferty Polaris, jak i portfolio podległych mu przedsiębiorstw. W 2009 roku wydzielono oddział do budowy pojazdów do jazdy w terenie, w 2014 roku firma przedstawiła pierwszego trójkołowca Slingshot łączącego cechy samochodu i motocyklu, z kolei w 2021 roku na bazie sztandarowego dostawczo-osobowego modelu Ranger zbudowano pierwszy w historii firmy samochód elektryczny. W międzyczasie, poza firmami specjalizującymi się w pojazdach śnieżnych, motorcyklach czy łodziach, Polaris zwiększył swój udział wśród firm motoryzacyjnych. W 2011 roku przejęto od Chryslera firmę Global Electric Motorcars, a w 2013 roku przejęto udziały francuskiego Aixama.
W 2014 roku Polaris otworzył swoją pierwszą fabrykę poza Ameryką Północną, otwierając zakłady w Polsce, w Opolu. Zajęły się one wytwarzaniem różnego rodzaju pojazdów oferowanych przez Polarisa.

## Produkty

### Trójkołowce
- Slingshot

### SSV
- Ace
- Brutus
- Dagor
- M14000
- Racer
- RZR

### Mikrosamochody
- Multix
- Ranger

### Inne
- Quady
- Skutery śnieżne